# ミロシュ・ヤケシュ
ミロシュ・ヤケシュ（チェコ語: Miloš Jakeš, 1922年8月12日 - 2020年7月10日）は、チェコスロバキアの政治家、チェコスロバキア共産党書記長（1987年 - 1989年）。

## 来歴・人物
チェスケー・ブジェヨヴィツェ近郊のチェスケー・ハルピに生まれる。1937年から1950年までズリーンの靴工場で働き、その間、チェコスロバキア共産党に入党。1955年 - 1958年のモスクワ留学。1968年のワルシャワ条約機構軍の侵攻（プラハの春）後に始まった正常化体制で改革派のパージに積極的に関与した。
1987年12月、グスターフ・フサークの後任として党書記長に就任。自らを改革者と規定しつつも、反体制グループとの対話を一切拒否するなど強硬な姿勢を崩さなかった。1989年11月のビロード革命によって書記長を辞任。2003年に1968年の軍事侵攻でソ連軍と共謀し、革命労農政府樹立を企図した嫌疑で裁判にかけられた。
2020年7月10日金曜日、死去。